# 萨维奥特
萨维奥特，是西班牙安达卢西亚自治区哈恩省的一个市镇。总面积112平方公里，总人口4171人（2001年），人口密度37人/平方公里。